# História do Brasil (Vicente do Salvador)

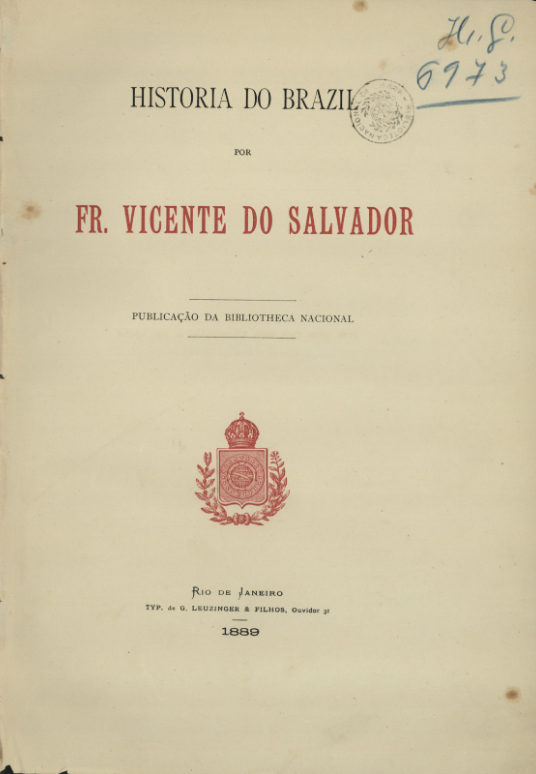
Frontispício da primeira edição da História do Brasil, 1889.

História do Brasil (original: Historia do Brazil) é um livro escrito por Frei Vicente do Salvador em 1627 sobre a História do Brasil, sendo considerado o primeiro livro do gênero.

## Histórico
Em 1617 ou 1618, Frei Vicente voltou para Portugal, onde apresentou a sua Crônica da Custódia do Brasil, que acabara de escrever. Empolgado com a boa recepção, resolveu ampliar a obra, escrevendo toda a História da então colônia portuguesa. Iniciou os trabalhos ainda em Portugal, consultando autores que não encontraria no Brasil.
De volta ao Brasil em 1620 ou 1621, dedicou-se à pesquisa, pedindo a amigos e conhecidos que lhe ajudassem com informações. Como vigário geral, custódio e guardião, teve acesso a documentos que lhe permitiram reconstituir a História do Brasil. Em 20 de dezembro de 1627, concluiu o trabalho e enviou-o ao Licenciado Manuel Severim de Faria, chantre na Santa Sé de Évora. Continuou exercendo suas funções em Salvador, enquanto aguardava a publicação do livro. Entretanto, morreu entre 1636 e 1639, sem ver a obra publicada.
Guardado na Torre do Tombo de Lisboa, o manuscrito serviu de fonte para estudiosos como Frei Agostinho de Santa Maria e Francisco Adolfo de Varnhagen. Finalmente, em 1889, Capistrano de Abreu editou o livro e publicou-o pela primeira vez, no Rio de Janeiro.

## Estrutura
A História do Brasil é dividida em cinco livros:
- Livro 1: 17 capítulos, começando pela chegada de Pedro Álvares Cabral em 1500, a origem do nome “Brasil” e as características do território, incluindo fauna, flora, relevo e clima. Constam descrições das atividades extrativistas dos primeiros anos de colonização. Cinco capítulos descrevem os indígenas, classificando-os dos mais aos menos "bárbaros".
- Livro 2: 14 capítulos sobre a divisão do território brasileiro em capitanias hereditárias e descrições de cada uma delas
- Livro 3: narra os governos-gerais do Brasil, desde Tomé de Sousa, em 1549, até Manuel Teles Barreto, em 1582
- Livro 4: 47 capítulos, dos quais se perderam do fim do capítulo 24 até o 30. Narra a luta dos portugueses contra os potiguares na conquista da Paraíba.
- Livro 5: 48 capítulos, dos quais se perderam do nono até o 17.º. Narra a luta contra os franceses no Maranhão e a invasão holandesa na Bahia.